# リバロッシ

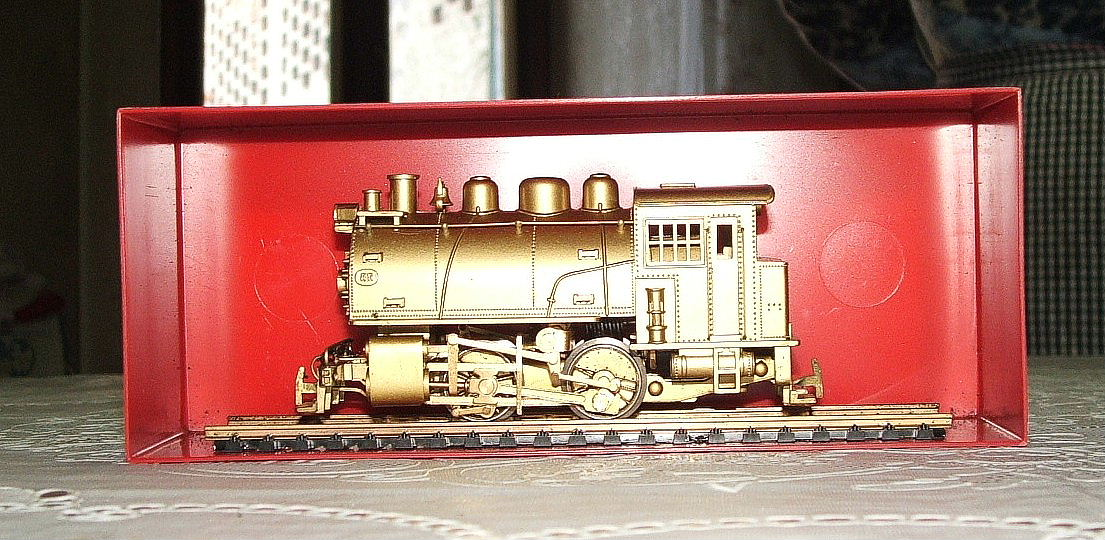
リバロッシ製、B & O ドックサイド機関車

リバロッシ (Rivarossi、Rivarossi SpA ) とは、かつてイタリアにあった独立した鉄道模型メーカーであり、現在はホーンビィ傘下の鉄道模型ブランドである。

## 概要
イタリア北部・コモにおいて1945年に創業し、以後60年にわたってアメリカやヨーロッパの鉄道模型市場において真鍮製品に比べて手頃な値段で高品質のプラスチック製品を供給した。
主に直流二線式のHOゲージ鉄道模型を製造していたが、一時期NゲージやOゲージも製造していた。1990年代に経営体制が変わった後、ヨーロッパのいくつかの同業メーカーを買収したが、2000年に組織改編があり、リマグループの一部門となった。リマグループは後に倒産し、イギリスの鉄道模型メーカーであるホーンビィに買収され、リバロッシは同社のアメリカおよびヨーロッパ大陸向けHOゲージ鉄道模型ブランドとなっている。
Rivarossiは、アントニオ・リバ (Antonio Riva ) とアレッサンドロ・ロッシ (Alessandro Rossi ) の名字を足したもの。日本語では「リバロッシ」「リバロッジ」などと呼称される。

## 歴史
1945年、イタリア北部・コモにおいて、アレッサンドロ・ロッシ (Alessandro Rossi ) によって創業された。それまで電気部品メーカーをしていたアントニオ・リバ (Antonio Riva ) の工場を1946年に引き継いで使用した。当初はコモのAlbeseの倉庫ではじめたが、1947年にコモのSagninoに移転し2000年までそこを拠点とした。
- 1940年代のメルクリンやトリックス、メカノなどのヨーロッパのOOゲージ製品は主にブリキや亜鉛合金などの金属製であった。OOゲージは縮尺1/76であったが、リバロッシではアメリカへの輸出製品はNMRA規格に則った縮尺1/87で製造した。それに対し、ヨーロッパ大陸の鉄道模型市場においては、長年に渡って縮尺1/80で製造され続けた。

- 1950年代になると、ヨーロッパの鉄道模型においては玩具からスケールモデルへの転換が進みつつあった。そのような気運の中、1954年に鉄道模型の愛好者団体であるMOROPが設立された。当時のヨーロッパの著名な鉄道模型メーカーではイギリスの縮尺1/76を参考にした製品を製造していた。しかしアレッサンドロ・ロッシは「全ての製造業者は基本的に間違っている。正確なスケールを調査すべきだ」と主張してMOROPの技術アドバイザーに就任し、アメリカのNMRAに倣ってヨーロッパの統一規格を制定した[1][2]。

1946年、最初の製品として、リバロッシの地元コモを拠点とする北ミラノ鉄道のE2002形電車をOOゲージにて製品化し、ミラノ模型ショーで発表した。1947年にはアメリカ向け製品の製造が開始された。

1954年、イタリア国鉄のGr835形蒸気機関車を縮尺1/80で発売した。よく出来ていたので会社の発展に寄与した。1957年、アメリカのライオネル向けにHOスケールの貨車を供給した。ライオネルは当時世界の玩具産業において最大手で重要な企業であった。ライオネルではHOスケール製品の品揃えが無かったため、市場に素早く供給するためにリバロッシに生産を委託した。
1960年代初頭にドイツのトリックスと提携し、トリックスエクスプレス向けのプラスチック製品を生産した。
1962年に鉄道模型の組み立てキットで、1963年に路面電車システムで、1964年に金色塗装をほどこし真鍮製に似せたプラスチック製HOゲージ製品で「ピノチオ金メダル」を受賞した。1970年代初頭には外国の愛好者からも支持され世界中で長く親しまれた。
1963年、リバロッシはポケール (Pocher ) の創業者の一人であるコラッド・ムラトーレ (Corrado Muratore ) からポケールの株式を購入し、1956年から1966年に掛けてポケールの鉄道模型の生産はトリノからコモへ移転した。
1968年からアメリカのアトラスと共同でアメリカ向けNゲージに参入し、1992年まで供給した。アメリカに続いてヨーロッパの車両も手がけたが、1996年にアーノルトを買収したあとはアーノルトブランドで展開された。
1969年から1988年までの間、同社では直流二線式のOゲージ鉄道模型を発売した。
1970年頃には約300人を雇用し、約600人の協力者がいた。当時、生産拠点を香港に移転しようとしたが、品質管理の結果と雇用維持の観点からイタリアに生産拠点を残した。
1974年と1981年に経営危機が発生し、1984年にはアレッサンドロ・ロッシはリバロッシから退き、ジョルジョ・ダラ・コスタ (Giorgio Dalla Costa ) が引き継いだ。1991年に新しい経営者としてアレッサンドロ・ロッシの息子が就任し、競合する模型メーカーの買収が開始された。1992年にはイタリアのリマを買収し、1995年にはフランスのジョエフを、1997年にはドイツのアーノルトを買収した。2000年に組織改編があり、リマが中心となり、リバロッシは一部門となった。コモ工場はジョエフのシャンパニョール工場やアーノルトのミュールハウゼン工場と同様に閉鎖され、リマのイーゾラ・ヴィチェンティーナ工場に集約された。数年後に経営危機に陥った際、ヴェネツィアから融資の話が持ちかけられ、リバロッシとリマの従業員はこれを支持したが2004年9月にグループは活動を停止した。
2004年12月16日、イギリスのホーンビィによってリバロッシやリマ、ジューフ、アーノルト、ポケールを含むリマグループが、800万ユーロで買収された。リバロッシのブランドは存続されることになったが、生産は中国に移転した
。
2008年、1947年以来コモにあった旧本社兼工場が再開発のために解体された。

## 製品
精密模型メーカーのポケールを1960年代に傘下に収め、その技術を鉄道模型分野に応用した。当時、鉄道模型の巨大市場であったアメリカでは、ライオネルなどのティンプレートの玩具的なものや高級ブラスモデルが主体でプラスチック製はどちらかといえば精密感に乏しい物が主体であったが、リバロッシの参入により、精密樹脂製模型が普及するようになり、鉄道模型市場に旋風を巻き起こした。その一方で、原型は日本製ブラスモデルをプラスチックで置き換えた、という批判も聞かれた。ここでは主にHOゲージ製品について記す。
プラスチック製ならではの細密表現と量産性により高い支持を得たが、より安価な中国製品の台頭により徐々にシェアを落とした。そして経営不振により、H8 アレゲニィの発売を最後にイギリスのホーンビィ傘下に入った。

### 車両
イタリアを中心としたヨーロッパの標準軌鉄道および、アメリカ向けとしてアメリカの標準軌鉄道の車両を製造した。ヨーロッパ大陸向け製品では長らく縮尺1/80で模型化してきたが、1980年代に経営体制が変わった頃から縮尺1/87に移行し、細密表現の製品を送り出すようになった。イギリス向けは1984年に、縮尺1/82でLMS鉄道のロイヤルスコット形蒸気機関車とLMS鉄道の客車を製品化したのみであった。
ビッグボーイの生産は1967年から開始された。0-4-0ドックサイド機関車 (写真参照) は1948年から1977年まで生産された。ドイツのマレー式BR98蒸気機関車やBR96蒸気機関車も生産された。
ホーンビィにおいては、アメリカおよびイタリアなどのヨーロッパ向けHOゲージ鉄道模型のブランドとなっており、かつて他社で製造されていた製品で、現在リバロッシブランドで発売されているものもある。

### 線路
道床なし・組み立て式線路が展開されていた。ホーンビィにおいては、ホーンビィのOOゲージ製品が展開されているため、旧来のリバロッシの線路は生産されていない。

### 印刷物
ホーンビィ・インターナショナルのカタログが毎年発行されている。